# Lécluse
Lécluse ist eine französische Gemeinde mit 1.355 Einwohnern (Stand: 1. Januar 2022) im Département Nord in der Region Hauts-de-France. Sie gehört zum Arrondissement Douai und zum Kanton Aniche. Die Bewohner werden Léclusiens und Léclusiennes genannt.

## Geographie
Die Gemeinde Lécluse liegt etwa acht Kilometer südsüdwestlich von Douai und 13 Kilometer ödtlich von Arras an der Grenze zum Département Pas-de-Calais. Die Sensée begrenzt die Gemeinde im Norden. Umgeben wird Lécluse von den Nachbargemeinden Tortequesne im Norden, Hamel im Osten, Écourt-Saint-Quentin im Südosten und Süden, Récourt im Süden, Dury im Südwesten sowie Étaing im Westen.

## Bevölkerungsentwicklung
| Jahr                       | 1962 | 1968 | 1975 | 1982 | 1990 | 1999 | 2006 | 2013 | 2020 |
| Einwohner                  | 1482 | 1531 | 1522 | 1710 | 1667 | 1589 | 1520 | 1363 | 1366 |
| Quellen: Cassini und INSEE |      |      |      |      |      |      |      |      |      |

## Sehenswürdigkeiten
- Menhir, genannt Pierre du Diable, seit 1914 als Monument historique klassifiziert
- Kirche Saint-Vaast
- Ehemaliges Siechenhaus

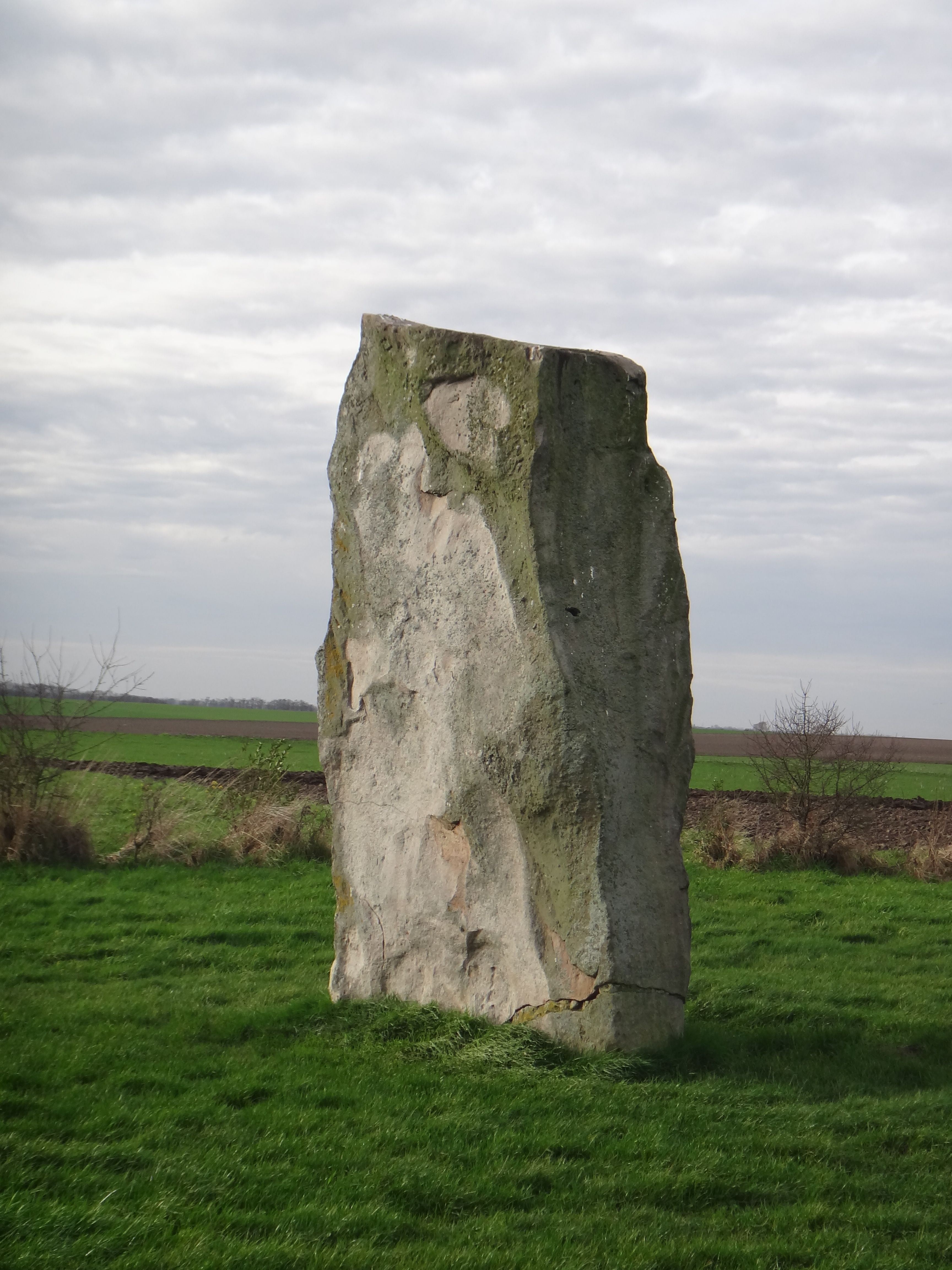
Menhir
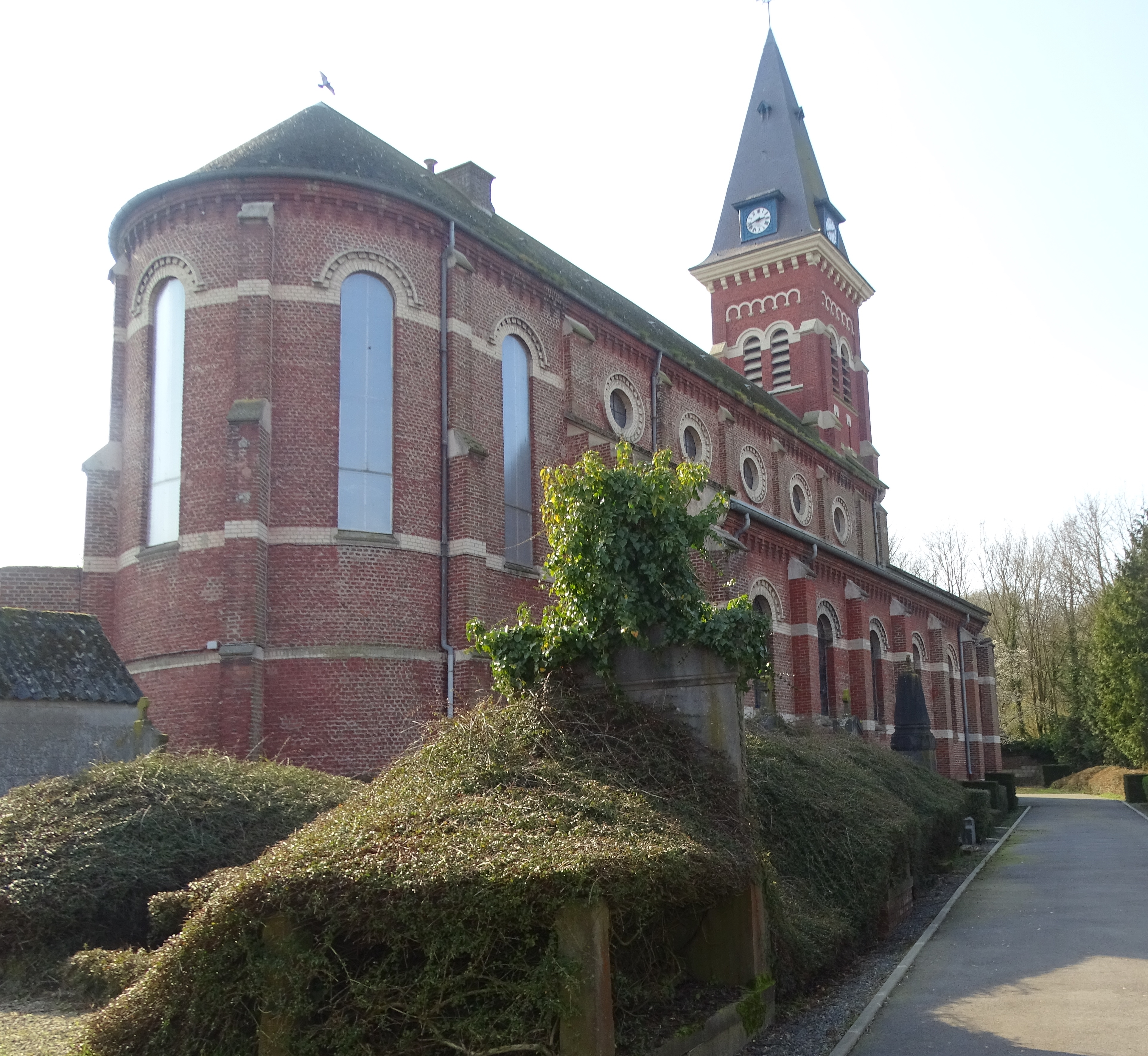
Kirche Saint-Vaast
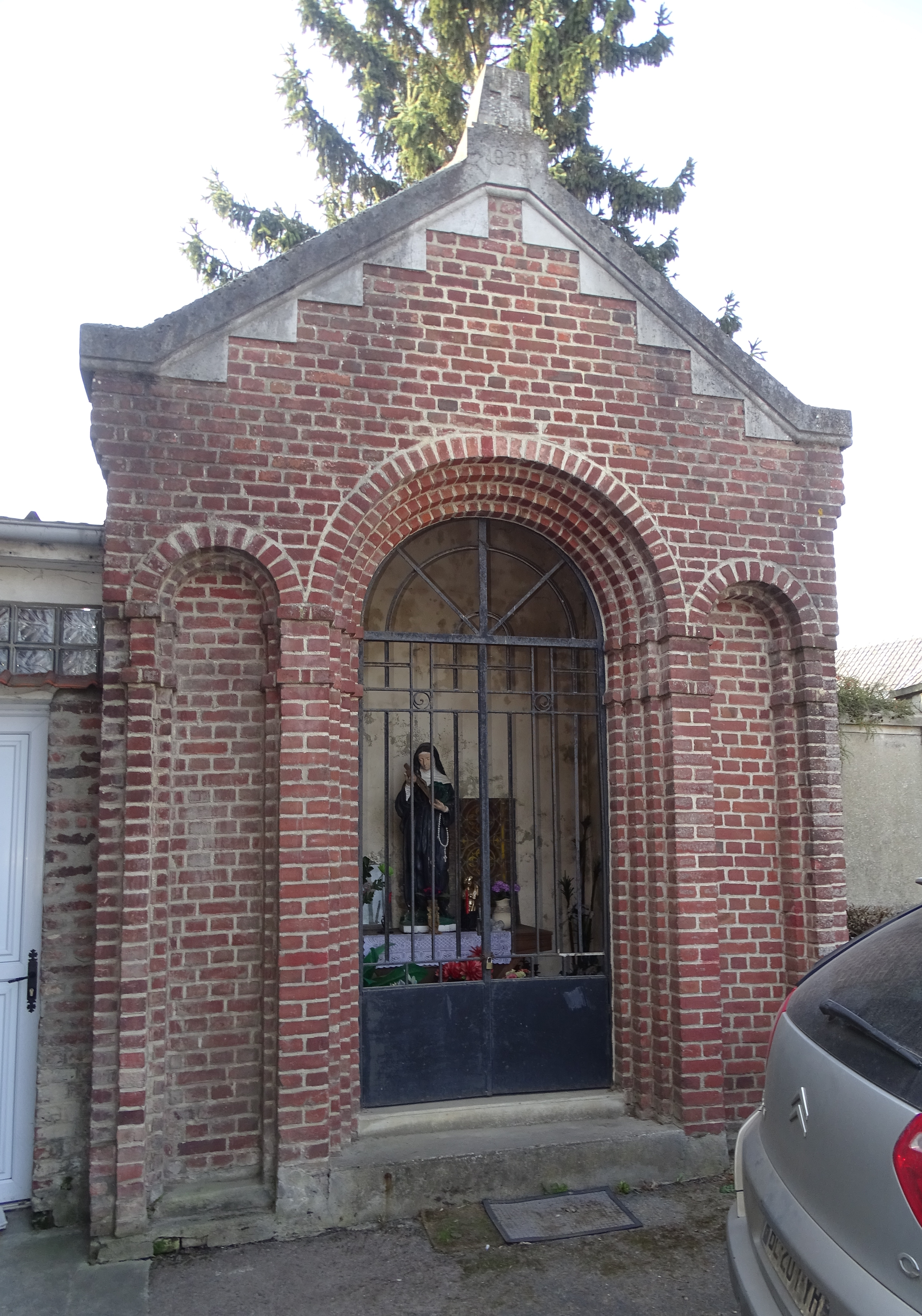
Kapelle Sainte-Rita
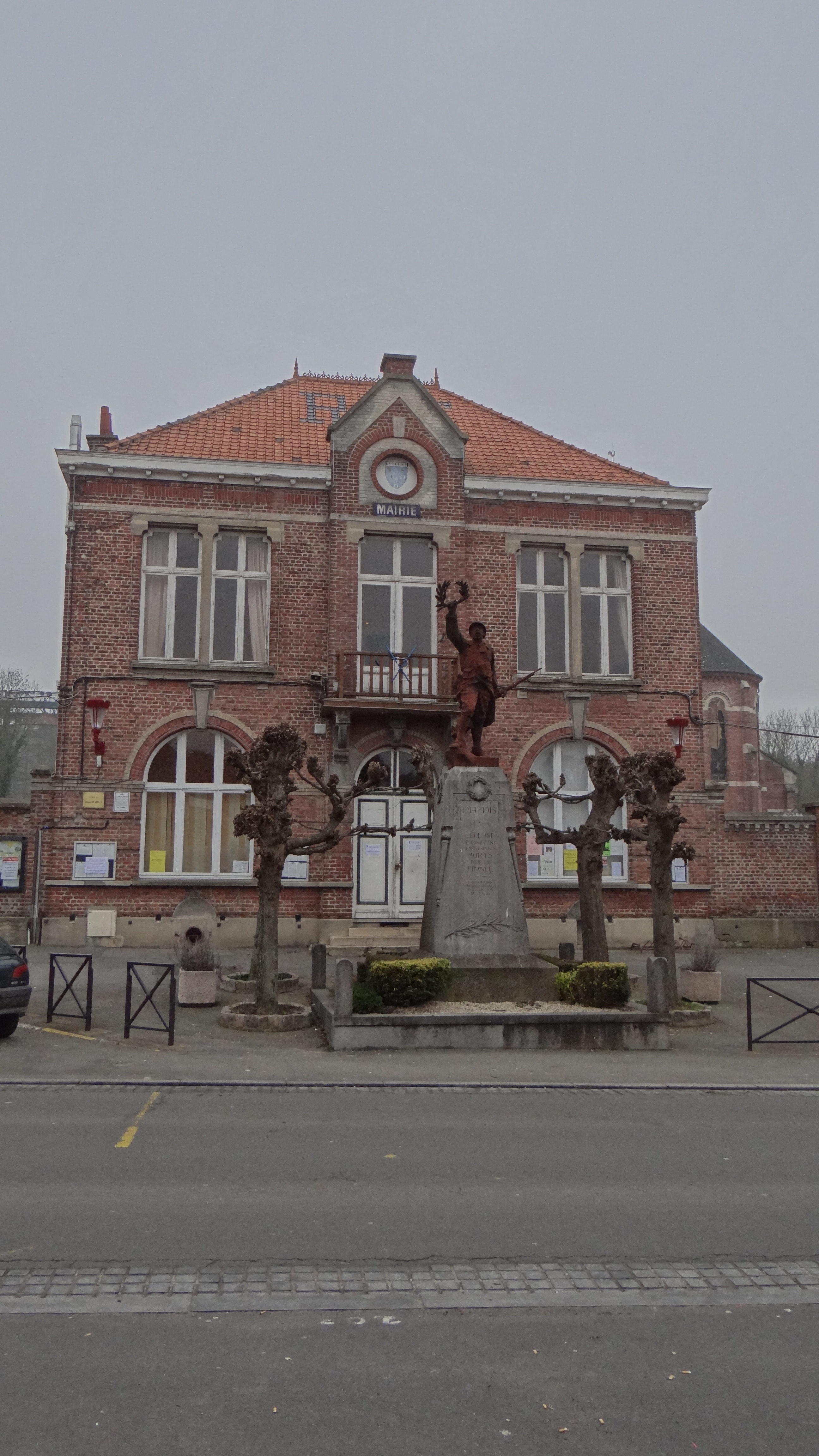
Mairie (Rathaus)